# Zemský národní výbor pro Slezsko

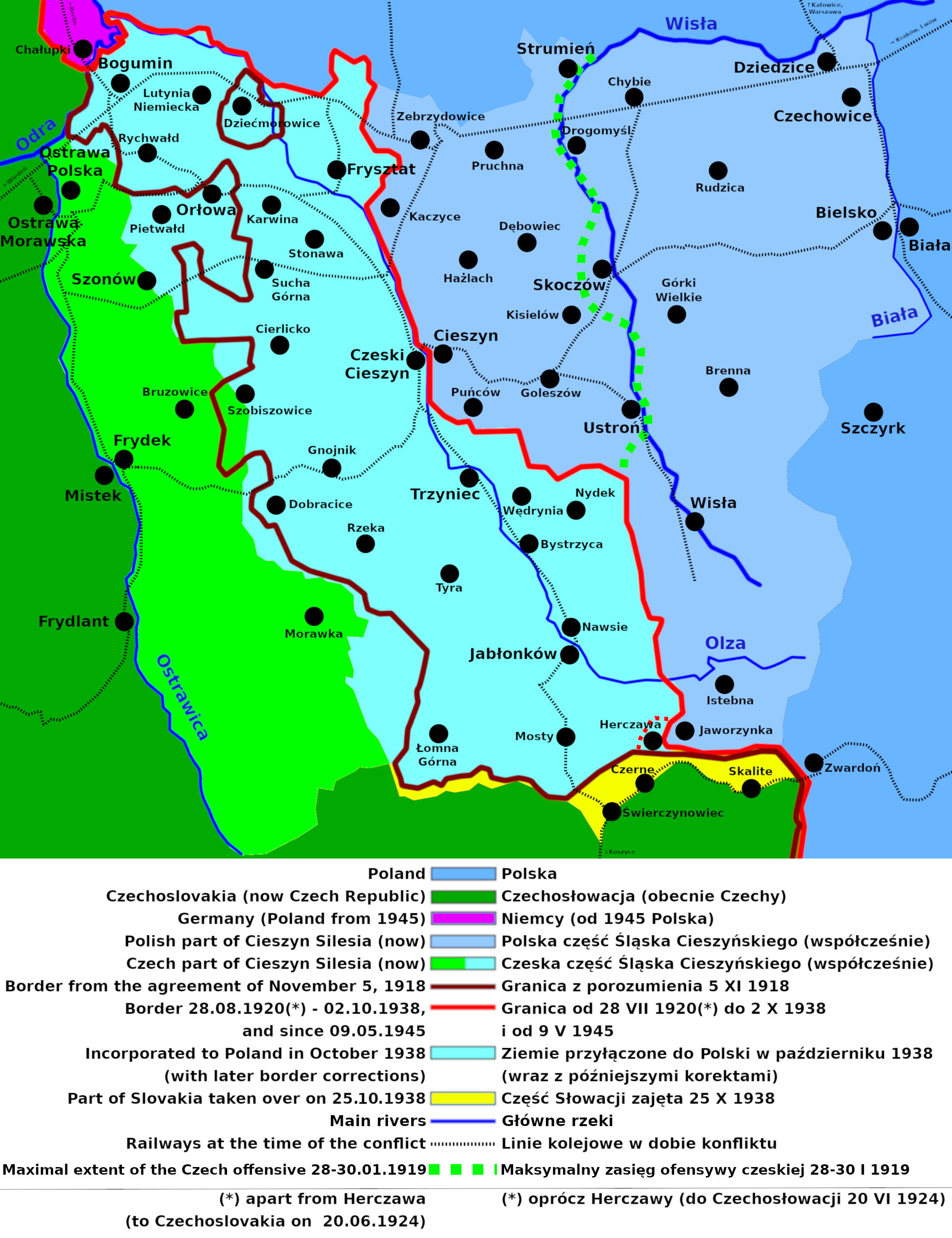
Mapa Śląska Cieszyńskiego i podział jego terytorium

Zemský národní výbor pro Slezsko (ZNV, pol. Krajowa Rada Narodowa dla Śląska) – organ tymczasowej, czeskiej władzy na Śląsku Cieszyńskim, działający od 30 października 1918 roku, w dobie czechosłowacko-polskiego konfliktu o Śląsk Cieszyński.
Pierwsze organy czeskiej władzy zaczęły powstawać na terenie Śląska Cieszyńskiego po ogłoszeniu niepodległości Czechosłowacji. 29 października 1918 roku czescy politycy ziemi cieszyńskiej utworzyli Tymczasową Radę Narodową dla Śląska (Národní výbor pro Slezsko), której siedzibą była Opawa. Podobne organy władzy powołane zostały także we Frydku, Orłowej oraz Polskiej Ostrawie. Jeszcze 29 października Czesi próbowali przejąć władzę w powiecie frysztackim co rozpoczęło rywalizację o przejęcie faktycznej władzy administracyjnej z istniejącą od 19 października polską Radą Narodową Księstwa Cieszyńskiego.
Wieczorem 30 października 1918 roku w Polskiej Ostrawie powstała, licząca 32 członków, Krajowa Rada Narodowa dla Śląska, złożona z przedstawicieli czeskich partii politycznych, a jej skład był odzwierciedleniem wyników wyborów do Rady Państwa z roku 1911. Przewodniczącym rady został mianowany Zikmunt Witt, członek partii socjaldemokratycznej, wiceprzewodniczącymi zostali Ferdinand Pelc, i Josef Lukea. 1 listopada ZNV proklamował przynależność Śląska Cieszyńskiego do Czechosłowacji.
ZNV podporządkował się Radzie Narodowej w Pradze, a od 14 listopada rządowi czechosłowackiemu, który przekazywał na Śląsk Cieszyński instrukcje. W praskiej Radzie Narodowej powstała specjalna kancelaria morawsko-śląska i komisja, która miała zajmować się stosunkami polsko-czeskimi.
Jedną ze swoich pierwszych decyzji po ukonstytuowaniu się ZNV nakazała tworzenie rad narodowych w celu przejmowania urzędów, komisariatów policyjnych i garnizonów wojskowych oraz tworzenia straży ludowej w celu utrzymania spokoju i porządku.
Gdy powstała groźba wybuchu rozruchów o pobudkach narodowościowo-społecznych, zdecydowano się na współpracę i wspólne posiedzenia ZNV i polskiej Rady Narodowej. Jako jeszcze nie uznawany przez rząd w Pradze organ rozpoczął pertraktacje z polskim odpowiednikiem (RNKC) i 5 listopada podpisano tymczasową umowę o rozgraniczeniu stref polskiej i czeskiej, co spowodowało chwilowe uspokojenie. Wobec nieustających sporów kompetencyjnych pomiędzy polską i czeską radą ZNV coraz częściej domagał się zajęcia spornych terenów, zwłaszcza Kolei Koszycko-Bogumińskiej przez wojska Ententy. 25 listopada ZNV wystosowało do Pragi pismo w sprawie ewentualnej, samodzielnej akcji zbrojnej na terenie Śląska Cieszyńskiego i opanowania spornego obszaru.
Rozpoczęto także przygotowania do opanowania polskiej strefy, wyznaczono pełnomocników, którzy po zajęciu polskiej strefy mieli przejąć władzę. Dla urzędników przygotowano formularze przysięgi na wierność państwu czechosłowackiemu. 7 grudnia wydano okólnik, w którym ZNV podkreślał, „że cały Śląsk jest częścią czechosłowackiego państwa i podlega władzom Republiki Czechosłowackiej w Pradze”.
19 grudnia zaczął funkcjonować śląski Rząd Krajowy na czele z prezydentem krajowym Josefem Šrámkiem, zaś ZNV stał się tylko organem doradczym. 7 stycznia 1919 roku członkowie ZNV wzięli udział w naradzie z policją, żandarmerią, wojskiem i członkami Rządu Krajowego, na której omówiono warianty wojskowej aneksji polskiej strefy Śląska Cieszyńskiego. Jednocześnie przedstawiciele ZNV oznajmili polskiej Radzie Narodowej 12 stycznia, że uważa umowę z listopada za nieważną, ponieważ nie została ona zatwierdzona przez rząd w Pradze. Co ważniejsze jednak, Czesi podkreślili, iż to Polska zerwała umowę, rozpisując na spornych terenach wybory do Sejmu Rzeczypospolitej.